# سیارک ۳۳۹۱

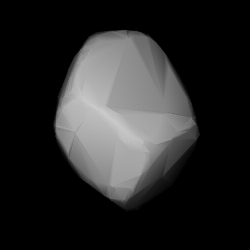
مدل سه‌بُعدی سیارک ۳۳۹۱ طبق منحنی نور آن

سیارک ۳۳۹۱ (به انگلیسی: 3391 Sinon، نامگذاری:1977DD3) سه هزار و سیصد و نود و یکمین سیارک کشف شده‌است که در ۱۸ فوریه ۱۹۷۷ کشف شد.
قدر مطلق سیارک برابر ۱۰٫۳۰ است.